# T93狙擊步槍
T93狙擊步槍是由中華民國國防部軍備局生產製造中心第205廠所研發的7.62公釐狙擊步槍，於2007年台北國際航太暨國防工業展中首度公開。

## 設計

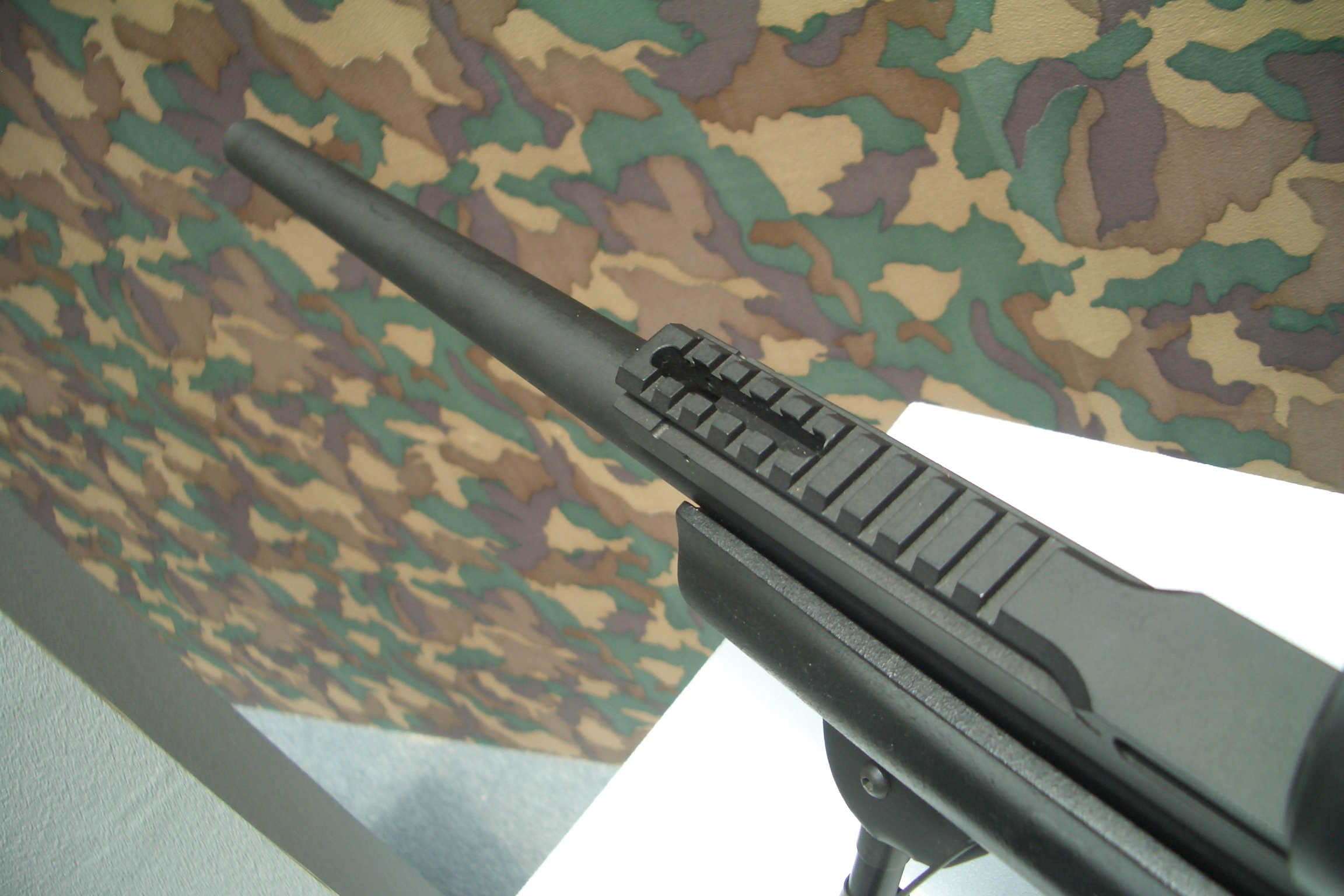
T93機匣上的M1913槍械戰術導軌

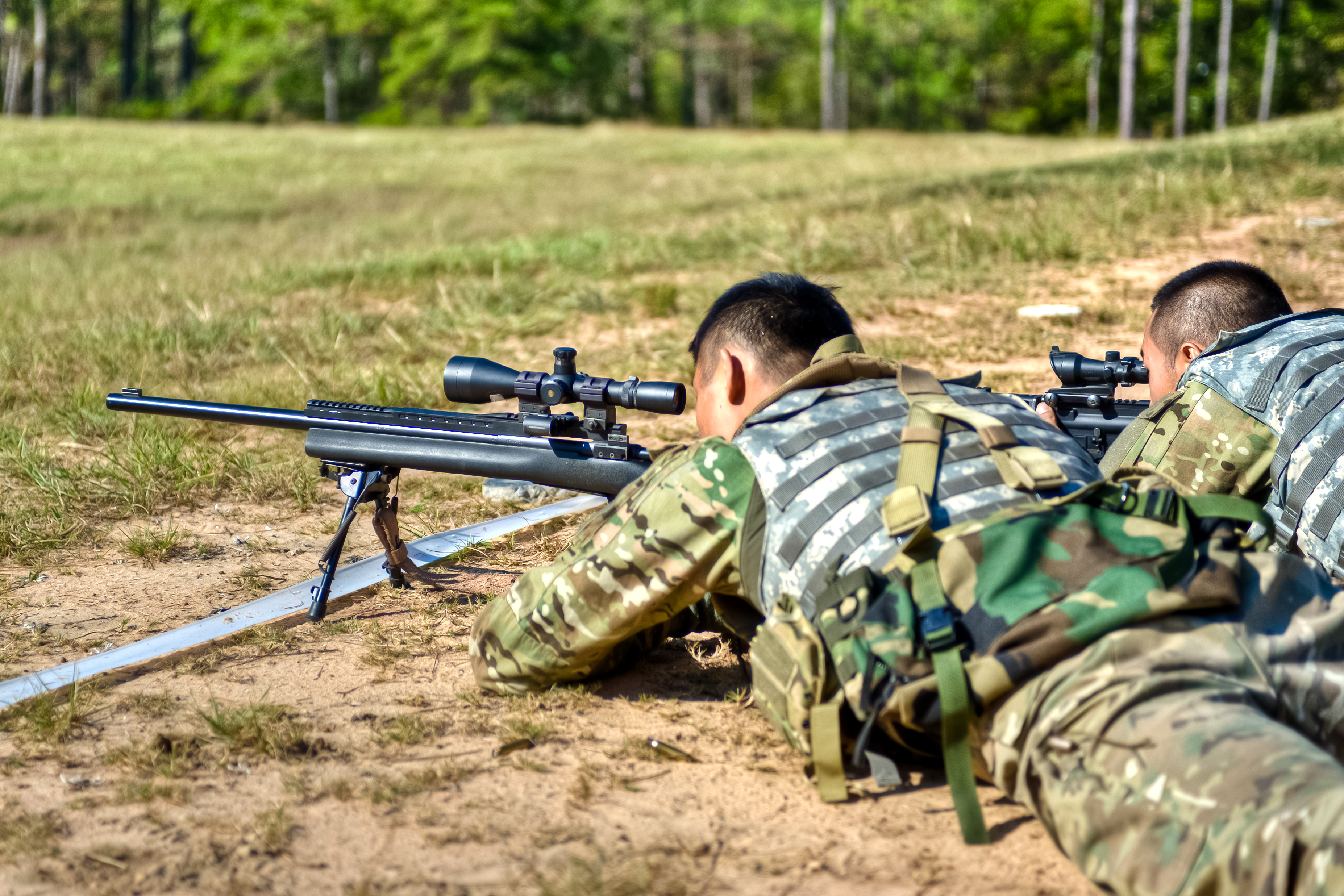
陸軍狙擊手使用T93進行射擊訓練

T93狙擊步槍的研發自2003年3月1日開始展開，任務導向主要為特戰戰術方面；研發期間，並提供給中華民國海軍陸戰隊等單位試用。2004年完成設計定型，2006年研製成功，2007年在「台北國際航太科技暨國防工業展」首度公開發表。
T93狙擊步槍以M24狙擊步槍（雷明登700的衍生型）進行發展，採用旋轉後拉式槍機、浮動槍管和重槍管的設計，並採用與M24相同的Harris雙腳架。
205廠設計此槍時，亦委託學術單位協助人體工學方面的規劃，在扳機扣押的力量、握持角的弧度、拖腮的位置與槍托的長度等進行設計，在HS精度槍托部分亦重新設計以適合東方人握持使用，可根據射手的身體特徵和臉型作適當的調整；槍托的握把部分則接近傳統造型，較為平滑。
T-93的減音器參考美軍減音器的規格尺寸製作，經軍備局205廠測試，T-93裝置減音器後至少可以減低10dB音量，前端槍管壁較一般槍管薄，並在槍口前端設計有螺紋。在步槍不安裝減音器時，另有一組短螺帽以避免槍口及膛線前端破損而影響射擊精度。 
全槍雖然是以完全自製為目標，但由於中鋼在鋼材與加工上，暫時無法提供狙擊步槍槍管所需的精度，而瞄準鏡也因401廠尚未製出能符合T93狙擊槍使用的10倍瞄準鏡，這兩者零件的來源尚以外購解決。但除了槍管和瞄準鏡以外的90%以上的零件總成都是台灣自製，顯示已一定的自製能力。205廠只須掌握槍枝的整合技術與製程，只要訂單到達一定經濟效應或者是接到策略性自產指令時，便可立即大量生產。
與M24狙擊步槍相比，T93狙擊步槍價格較為低，且其調校和維修可就地完成，降低其對外的依賴性和其保養難度。T-93白天的有效射程約為800米，夜間則達600米。在測試時，1,000米的射擊精準度可達到1角分（MOA）以內，並曾創下800公尺0.3角分的紀錄，且有射擊6,000發耐久測試零故障的紀錄。

## 衍生次型

### T93K1

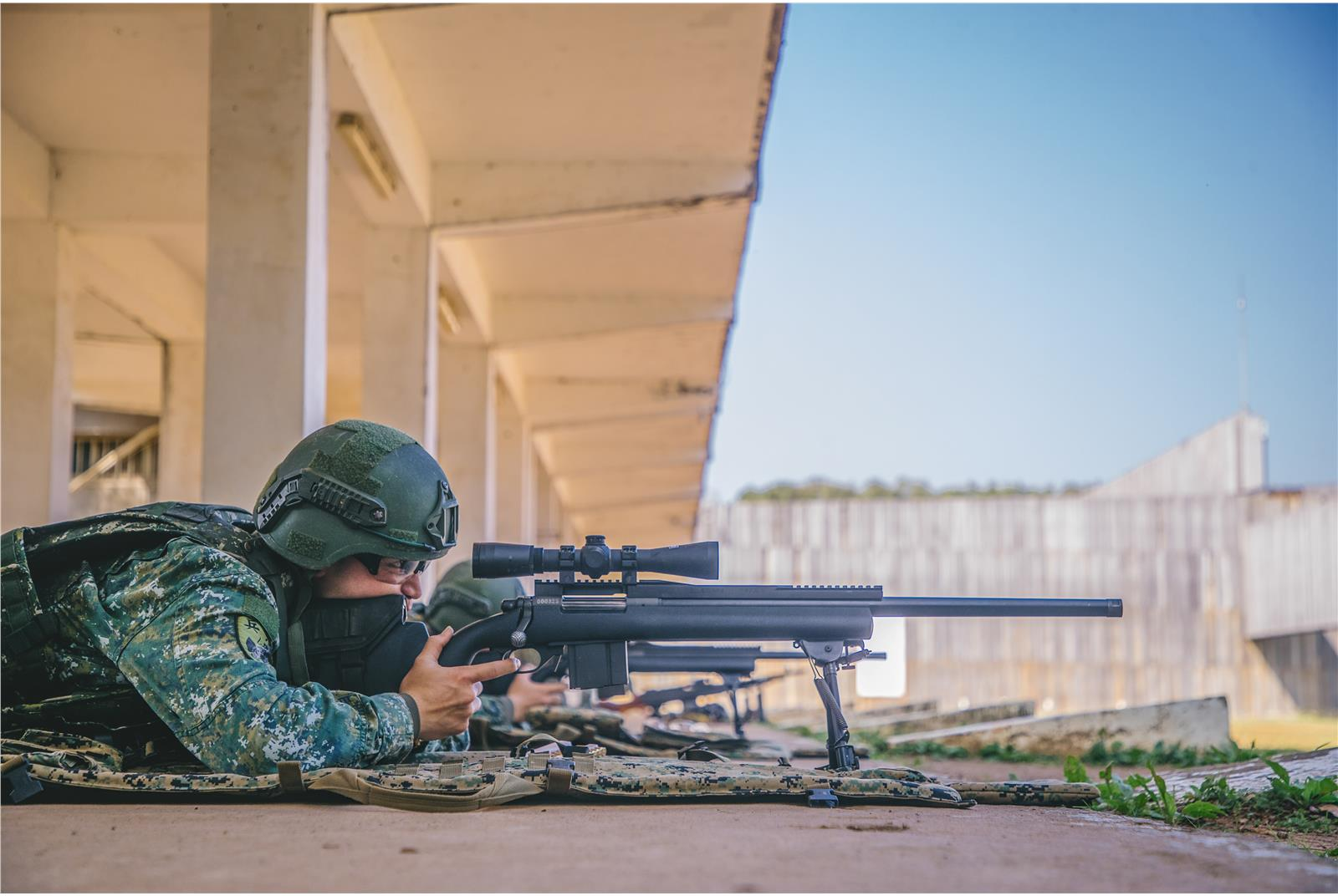
訓練射擊T93K1狙擊步槍的中華民國憲兵士兵。

T93K1狙擊槍為T93狙擊槍的精進型，槍管（可結合減音器），採用7.62公厘子彈、採10發、20發彈匣方式給彈，全重約6公斤。T93K1狙擊槍可搭配TC94狙擊彈、TS95狙擊鏡與國造減音器。
| 彈頭重量 | 11.34公克           |
| 有效射程 | 1,200公尺           |
| 彈重     | 25.4公克            |
| 精度     | 1 MOA               |
| 初速     | 2550±30呎/秒        |
| 貫穿力   | 800公尺(功夫龍頭盔) |

| 倍率     | 10倍                |
| 視場     | 2度                 |
| 屈光範圍 | +2-5 D              |
| 視差     | 介於±0.5屈光度(D)內 |
| 瞄準距離 | 1,000公尺           |
| 重量     | 小於850公克         |
| 體積     | 320 x 75 x 60 公厘  |

### T108

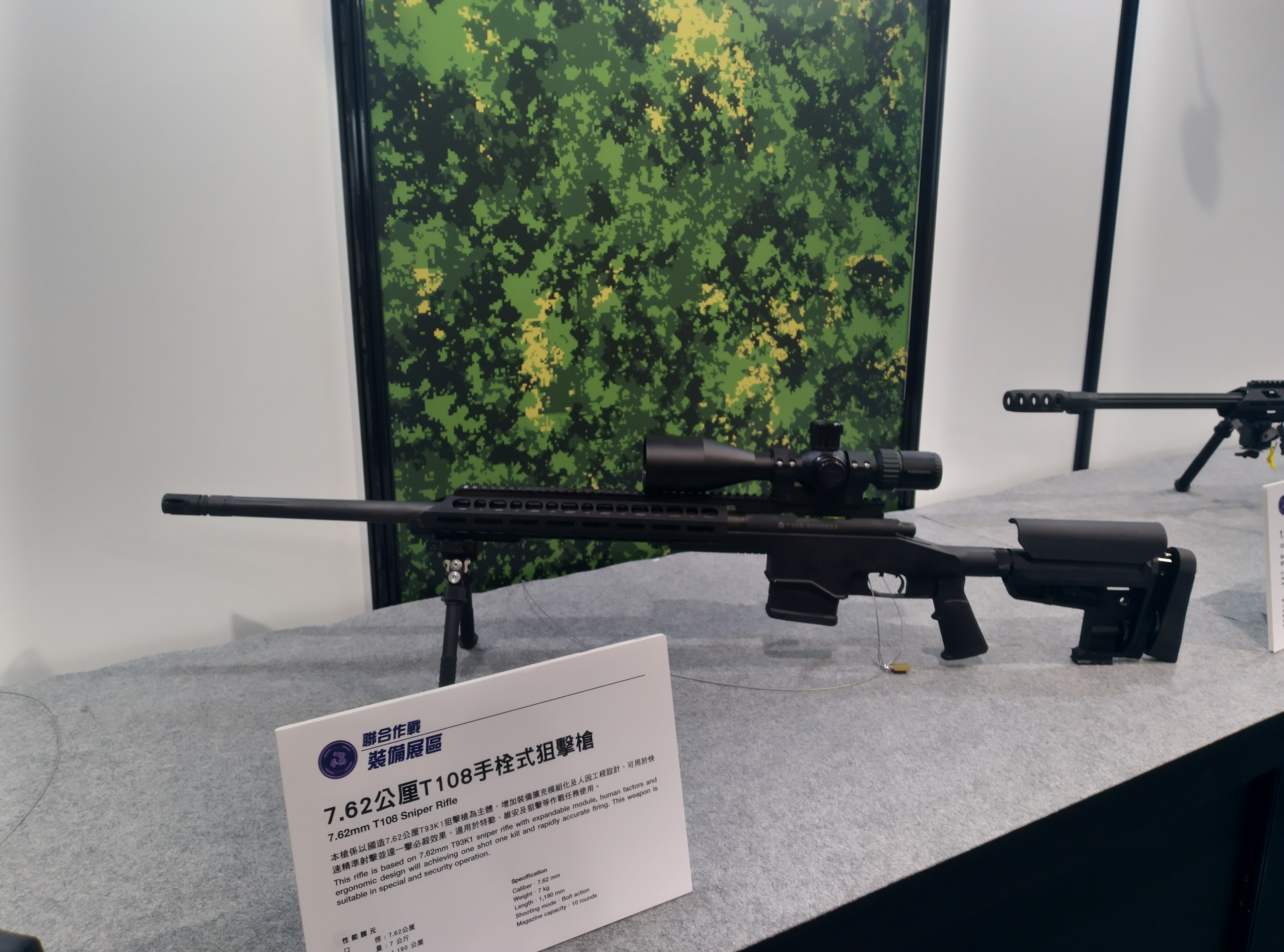
T108 狙擊步槍

T108輕型狙擊步槍，由國軍軍備局205廠生產，於2022年6月2日總統蔡英文等人前往海軍陸戰隊六六旅慰勉部隊官兵，量產型於鏡頭前首次曝光。T108口徑為7.62毫米，從槍托到槍口的長度為119公分（若含消音器槍全長140公分）、重量6.39公斤、有效射程1000公尺、初速792公尺／秒、膛線為5條右旋、給彈方式為彈匣給彈（10發）、槍機為「閉鎖式手動槍機」，並搭配NightForce狙擊鏡與國造消音器。與T93及T93K1相比，T108的護木加裝戰術滑軌，握把也有所修改，T108改成可調整槍托，可依射手的身材調整。外觀可能參考Christensen Arms MPR或是芬蘭的Sako Tikka T3x Tac A1。

## 使用國
中華民國
- 中華民國陸軍
- 中華民國海軍陸戰隊購置國造T93狙擊步槍與專用彈藥，改善陸戰隊仍以T65K2突擊步槍與T57自動步槍執行狙擊任務的狀況。
  - 2009年和2010年預算中，共編列1億2千餘萬新台幣購置179把T-93以及10萬發專用狙擊彈及相關配件，預定2009年度繳交132把與近7萬4千發狙擊專用彈。
  - 2010年度再繳交剩餘47把和2萬6千餘發子彈[6]。
- 中華民國憲兵
  - 憲兵特勤隊[7]